# Al Fattan Marine Towers
De Al Fattan Marine Towers zijn twee wolkenkrabbers in Dubai, Verenigde Arabische Emiraten. De bouw van het complex, dat bestaat uit de Al Fattan Tower en de Oasis Beach Tower begon in 2003 en werd in 2006 voltooid. Beide gebouw bevatten woningen en zijn gebouw door Arabtec Construction L.L.C.

## Ontwerp
Beide wolkenkrabbers hebben dezelfde hoogte van 245 meter en tellen 51 verdiepingen. De Oasis Beach Tower bevat 9 liften met een topsnelheid van 4 m/s, de Al Fattan Tower bevat er 11. Het complex, dat door Norr Group Consultants International Ltd. in modernistische stijl ontworpen is, bevat onder andere sportschool, een zakencentrum en tennisvelden. Het heeft een gevel van glas en aluminium en werd ontwikkeld door Emaar Properties.